# ماري أنجيليك دو سكورايلس
ماري أنجيليك دو سكورايلس (بالفرنسية:Marie Angélique de Scorailles, duchesse de Fontanges؛ 27 يوليو 1661 - 28 يونيو 1681)؛ أو المعروفة أكثر بـ دوقة فونتوج، هي نبيلة فرنسية وواحدة من عشيقات لويس الرابع عشر، كانت وصيفة إليزابيث شارلوت من بالاتينات، استطعت لفتت إنتباه الملك وبدأت علاقة غرامية معه في عام 1679. توفيت بعد عامين من العلاقة كنتيجة لمضاعفات الناتجة عن الولادة.

## حياتها
ولدت ماري أنجيليك دو سكورايلس عام 1661 في قلعة كروبيريس في أوفيرن العليا.  لقد جاءت من عائلة أرستقراطية قديمة جداً. كان والدها كونت روسيل، وملازم الملك.  أدركت عائلتها أنها كانت جميلة جداً وجمعت ما يكفي من المال لإرسالها إلى البلاط الملكي، بهدف استعادة ثروات الأسرة.  وصلت ماري إلى بلاط لويس الرابع عشر عام 1678 وأصبحت وصيفة الشرف لدوقة أورليان.  في ذلك الوقت ، بدا أن لويس الرابع عشر يفقد الاهتمام بعشيقته الراسخة منذ فترة طويلة مدام دو مونتيسب ويلجأ إلى مربية أطفالهم، مدام دو مانتينون. مفتونة بجمال الفتاة الصغيرة ، تخلى الملك فجأة عن المرأتين ، وخفت المواجهة بين الاثنين فجأة بسبب شغف جديد بدا أنه يهددهما على حد سواء. على الرغم من سحرها الجسدي ، قالت البلاط الملكي إن ماري أنجيليك '"غبية مثل السلة'". وقالت دوقة أورليانز أنها مخلوقة صغيرة غبية، لكنها لديها قلب طيب للغاية.  ووصفتها بأنها جميلة كالملاك ، من الرأس إلى القدم.  ومع ذلك ، لويس الرابع عشر عاد إلى مرحلة الشباب. كان يرتدي الماس والشرائط والريش ، وقدم لها عربة رمادية لؤلؤة مع ثمانية خيول.
أثناء مطاردة في غابة فونتينبلو ، تشبث شعرها بفرع وظهرت أمام الملك وشعرها مربوط بشكل غير محكم في الربطة ، متدلياً في تجعيد الشعر إلى كتفيها. وجد الملك هذا النمط الريفي مبهجاً ، وفي اليوم التالي قلدوا العديد من الحاشية تصفيفة شعر فونتوج الجديدة ، إلا مدام مونتيسب ، الذي قالت أن ذوقها سيء. هرب اثنان من الحيوانات الأليفة التي تنتمي إلى مونتيسب من حديقة الحيوانات وتمكنا من العثور على شقة ماري في فرساي وتدميرها. هذا الحدث جعل كل النساء يضحكان في البلاط.
وعندما حملت مدام فونتوج ، زاد من غضب مونتيسب ، الذين اعتقدوا أن علاقتهم كانت نزوة عابرة ، ويمكن التحكم فيها بسهولة والتخلص منها بسهولة. قالت لماركيزة ماينتينون أن الملك كان لديه ثلاث عشيقات: نفسها بالاسم ، هذه الفتاة في السرير ومتابعتها في قلبه. في يناير 1680،  أنجبت ماري مولوداً ميتاً ، وقيل إنه أصيب في خدمة الملك. في أبريل ، منحها لويس لقب دوقة فونتوج ومعاشاً تقاعدياً قدره 80 ألف ليفر ، كما كانت عادته المعتادة في إنهاء علاقات الحب. بعد الولادة ، تقاعدت في دير شيل.

## وفاتها
في عام 1681 ، عانت ماري من حمى شديدة وتم إرسالها إلى دير بورت رويال ، حيث ، وفقًا لبعض المصادر ، أنجبت طفلة ميتة قبل فوات الأوان في مارس. بعد أن أدركت أنها ستموت ، طلبت رؤية الملك ، الذي تأثر بمعاناتها ، وبكى على فراش الموت. وبحسب ما ورد قالت دوقة فونتوج ، بعد أن رأيت الدموع في عيني ملكي ، يمكن أن أموت سعيداً. اعتبر الكثيرون في فرساي أن هذه القصة مجرد كذبة لأنه وفقاً لهم ، فقد نسيها الملك بالفعل. توفيت الدوقة ليلة 28 يونيو 1681. لم يتعدى عمرها 20 عاماً . أعربت لويس الرابع عشر عن رغبتها في عدم وجود تشريح للجثة ، ومع ذلك ، بناءً على طلب عائلتها ، تم إجراء تشريح. وجد الأطباء أن رئتيها كانتا في حالة مروعة (حيث تمتلئ الرئة اليمنى على وجه الخصوص بـ "مادة قيحية") بينما كان صدرها مغمورًا بالسوائل. اتفق الأطباء الستة على أن الوفاة كانت لأسباب طبيعية.

### الوفاة المحتمل بالتسمم
عندما ماتت ماري أنجيليك خلال قضية السموم في فرنسا ، كان يشتبه في تسممها. أثناء الاستجواب ، ذكر بعض المتهمين اسم فونتوج ، والعديد من النساء الأخرى في البلاط فيما يتعلق بمخططات ومخططات مختلفة. كانت مارغريت مونفوسين ، ابنة المشعوذة لا فوسين ، أول من اتهم المتواطئين مع والدتها الراحلة بتسميم الدوقة. تم القبض على عشيق مونفوازين ، برتراند وروما ، في عام 1681 كمشتبه بهم. اتُهم برتراند ببيع مواد سامة إلى فونتوج ؛ بينما اتهمت روماني بتسليم قفازاتها ملوثة بالسم. تم القبض على فرانسواز فيلاستر ، خادمة في منزل فونتانج ، وعندما سُئلت عما تعرفه عن وفاة الدوقة ، ادعت تحت التعذيب أن مونتيسبان استأجرتها لقتل فونتانج ، حتى تتمكن من استعادة حب الملك. قبل إعدامه ، تراجعت فيلاستر في وقت لاحق: كل ما قلته كان كذباً. لقد فعلت ذلك لأكون خالياً من الألم والعذاب. أقول كل هذا لأنني لا أريد أن أقتل ضمير الكذبة. على الرغم من انتشار شائعات التسمم ، إلا أن الأدلة المشكوك فيها من شهود غير موثوقين متنوعين أو تناقضوا مع بعضهم البعض تعني عدم توجيه أي تهم على الإطلاق.